# Berberis angulosa
Berberis angulosa är en berberisväxtart som beskrevs av Nathaniel Wallich. Berberis angulosa ingår i släktet berberisar, och familjen berberisväxter. Inga underarter finns listade i Catalogue of Life.

## Bildgalleri

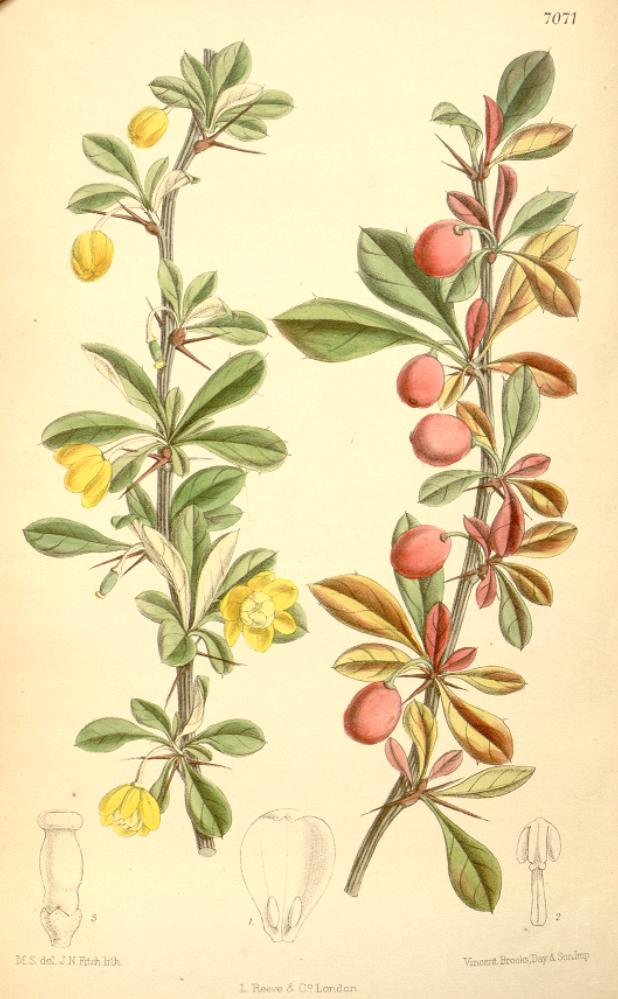